# サンペイレ
サンペイレ（伊: Sampeyre）は、イタリア共和国ピエモンテ州クーネオ県にある、人口約1,000人の基礎自治体（コムーネ）。

## 地理

### 位置・広がり
| 隣接するコムーネは以下の通り。 - ブロッサスコ - カステルデルフィーノ - エルヴァ - フラッシノ - マクラ - オンチーノ - パエザーナ - サン・ダミアーノ・マクラ - サンフロント - ストロッポ |

#### 地震分類
イタリアの地震リスク階級 (it) では、3s に分類される
。

## 行政

### 分離集落
サンペイレには、以下の分離集落（フラツィオーネ）がある。
- Becetto, Calchesio, Colle di Sampeyre, Confine Inferiore, Confine Superiore, Stentivi, Dragoniere, Gilba, Rore, Rouera, Sant'Anna, Villar, Villaretto, Roccia